# دانیل قیصر (بازیکن فوتبال)
دانیل قیصر (انگلیسی: Daniel Kaiser؛ زادهٔ ۱۸ اکتبر ۱۹۹۰) بازیکن فوتبال اهل آلمان است.